# Pittosporum xylocarpum
Pittosporum xylocarpum är en tvåhjärtbladig växtart som beskrevs av Hu Hsien-Hsu och Wang. Pittosporum xylocarpum ingår i släktet Pittosporum och familjen Pittosporaceae. Inga underarter finns listade.

## Bildgalleri

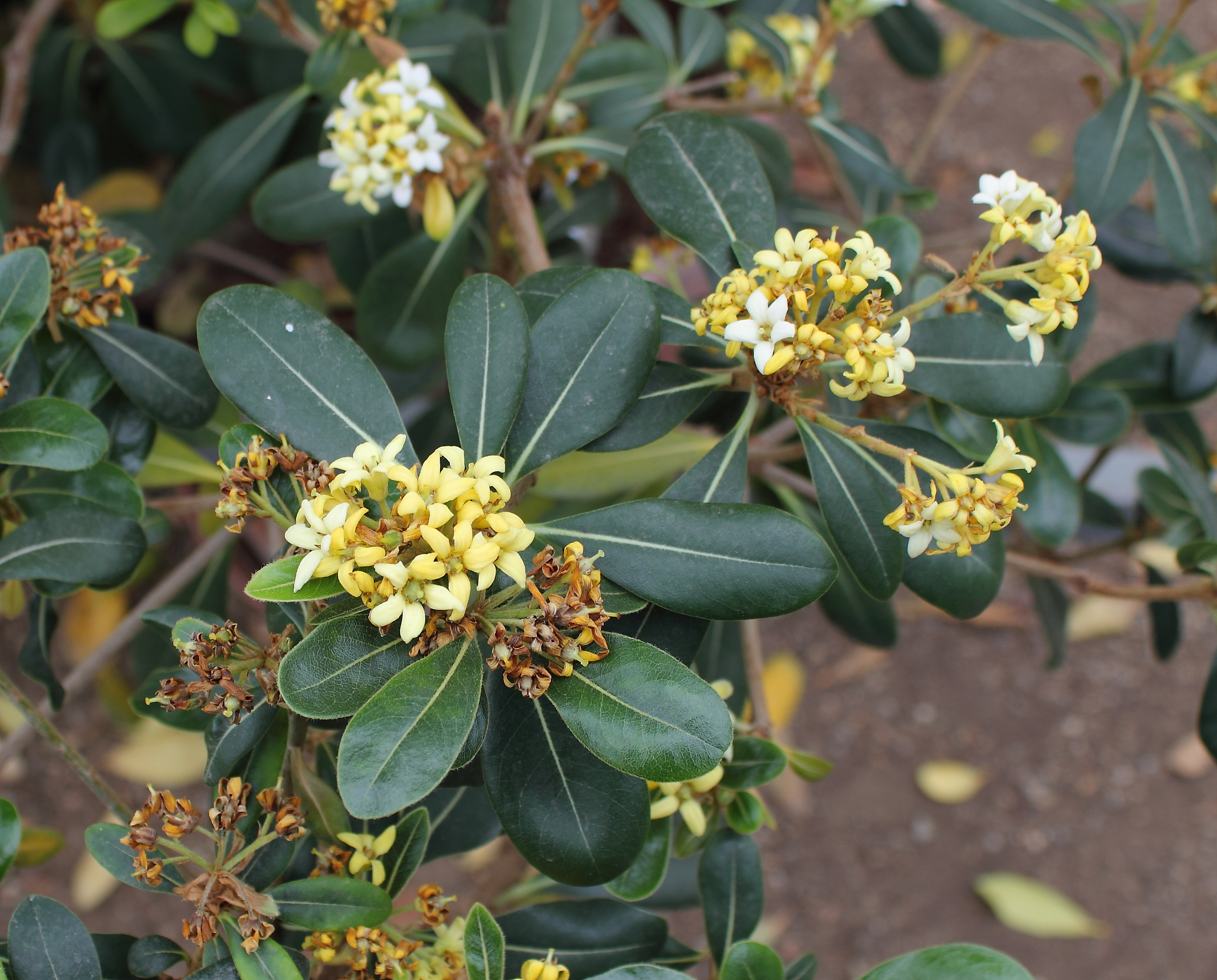